# Aéroport (métro d'Athènes)
Aéroport (grec moderne : Αεροδρόμιο / Aerodrómio) est une station de métro grecque de la ligne 3, desservant l’aéroport international d'Athènes Elefthérios-Venizélos. Elle constitue le terminus est de la ligne.
La station est située dans le district municipal de Spáta, dans la municipalité de Spáta-Artémis, à l’est d’Athènes.

## Situation ferroviaire
La station Aéroport est le terminus est de la ligne 3 du métro d'Athènes (ligne bleue), situé après la station Koropí.
De même que les stations Doukíssis Plakentías, Pallíni, Péania-Kántza et Koropí, elle est en correspondance avec la ligne 2 du Proastiakós qui relie l’aéroport à la station de Kiáto, dont elle partage le parcours sur ce tronçon.

## Histoire
En vue des Jeux olympiques d'été de 2004, un nouveau tronçon de la ligne 3 fut construit afin de relier le centre d’Athènes à l’aéroport.
Le tronçon Ethnikí Ámyna – Aéroport est entré en service lors du mois de juillet 2004 ; la station Aéroport a, pour sa part, ouvert ses portes le 30 juillet 2004, remplaçant ainsi la station Ethnikí Ámyna en tant que terminus est de la ligne.

## Tarification spéciale
Les voyageurs empruntant ce tronçon doivent s’acquitter d’un billet spécial coûtant 9 euros.